# Madame de Pompadour (Boucher)
Madame de Pompadour je naslov portreta Madame de Pompadour. Oljno sliko po naročilu Ludvika XV. je leta 1756 izdelal francoski slikar François Boucher (1703–1770). Slika je v sobi XII. Stare pinakoteke v Münchnu. Od leta 1971 je v stalni posoji pri skupini HVB (HypoVereinsbank).

## Opis
Glavni motiv je 37-letna Madame de Pompadour (1721–1764), ljubica Ludvika XV. v Versajski palači. Oblečena je v bogato, široko razprto obleko in udobno sedi na kavču. Obdajajo jo zanjo značilni predmeti: knjige, notni zapisi, risbe in državni pečat na stranski mizi, slednji je znak njenega političnega vpliva. Ugasnjena sveča, ura (v ozadju) in vrtnice na tleh kažejo na minljivost. Njen pes Mimi je prikazan spodaj na levi. Vrtnice na tleh in na mizi ustrezajo okrasnim oblačilom.
Slika predstavlja posnetek njenega vsakdana, prikazuje njeno prostorsko okolje, njen razkošen življenjski slog in jo predstavlja kot izobraženo in umetniško žensko.
Slika je predvsem studijsko delo; Madame de Pompadour je bila le model, ki ji je naslikal obraz.
Mme de Pompadour je bila naslikana več kot 20-krat; Boucher jo je naslikal večkrat. 